# Jardín botánico Torre del Vinagre

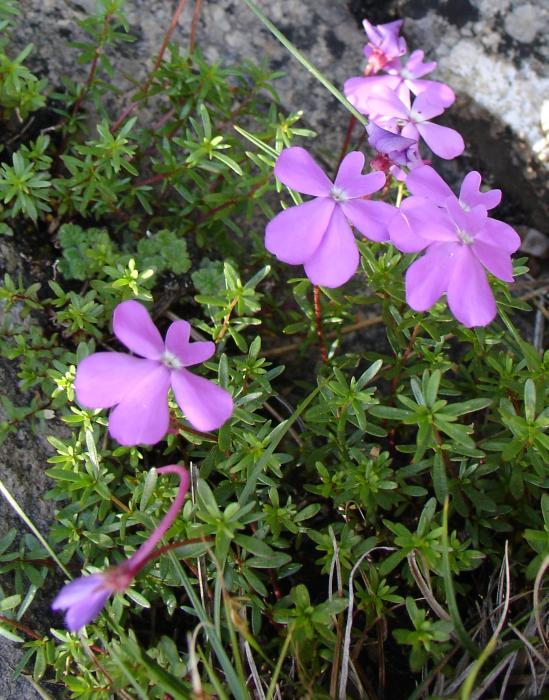
La violeta de Cazorla, planta de rocalla endémica y emblema de esta sierra.

El Jardín Botánico Torre del Vinagre es un jardín botánico de carácter didáctico que se encuentra situado en el municipio de Santiago-Pontones, parque natural de las Sierras de Cazorla, Segura y Las Villas en la provincia de Jaén, dependiente administrativamente de la red de jardines botánicos de la Consejería de Medioambiente de la Junta de Andalucía.
Forma parte de la Red Andaluza de Jardines Botánicos en Espacios Naturales.
Está dedicado a la localización, seguimiento y representación de poblaciones de especies amenazadas, algunas exclusivas de estas sierras, como el Narcizo de Cazorla.

## Localización
Se ubica en el Sector Biogeográfico Subbético, que incluye al parque natural de las Sierras de Cazorla, Segura y Las Villas, y a unos metros del centro de recepción de visitantes.
En la Sierra de Segura, en la carretera del Tranco (A-319), km 48,8. 
Santiago de la Espada (Jaén) - España

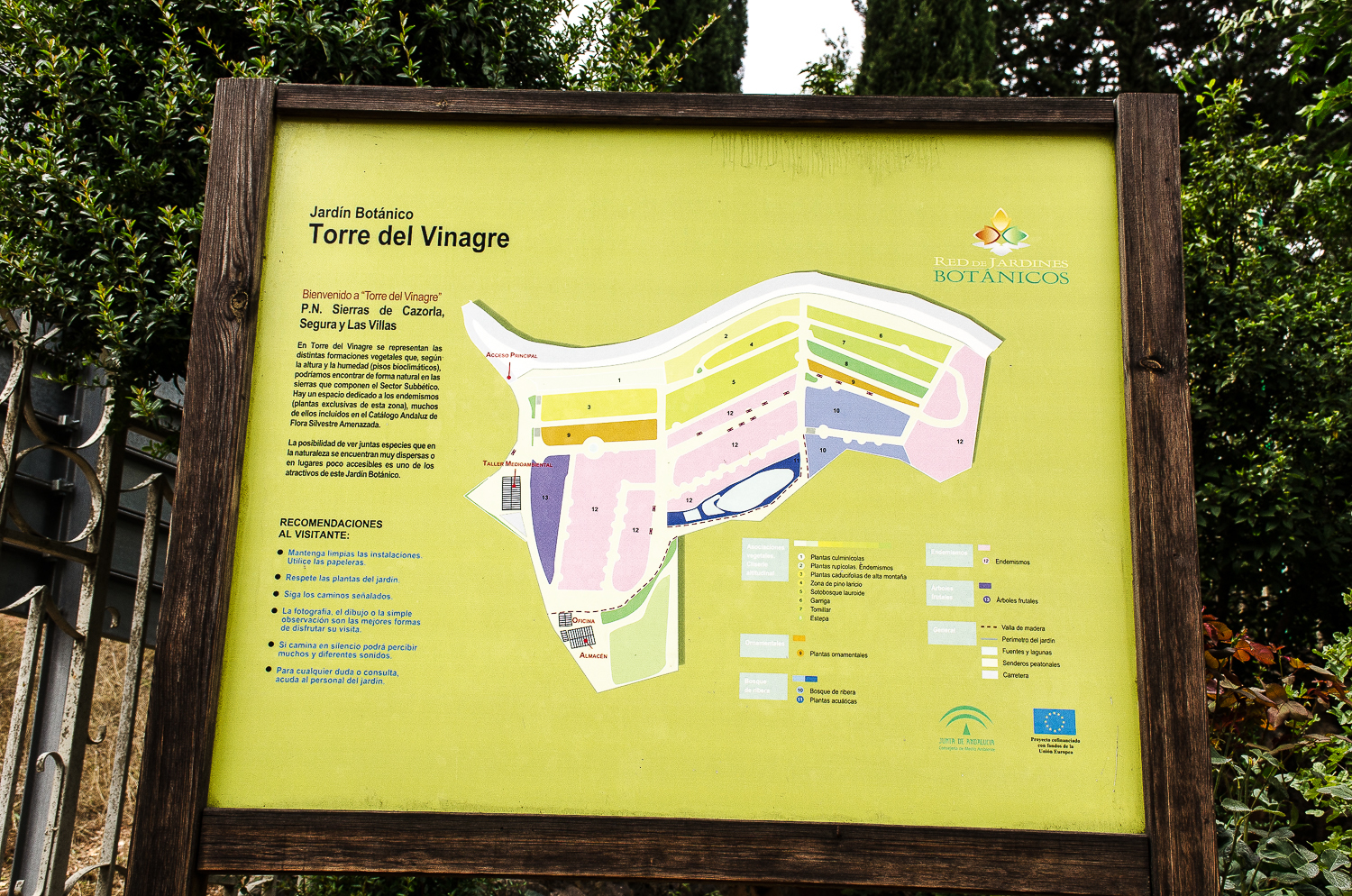
Panel informativo y de bienvenida.

## Colecciones
El Jardín Botánico, Torre del Vinagre, tiene un carácter didáctico y están especialmente destinados a grupos organizados que visitan la Sierra con fines educativos, dentro de un plan de estudios o actividades.
Este jardín botánico contiene la mayoría de las especies leñosas del parque natural, incluidas las endémicas. Las distintas especies están agrupadas en las diferentes asociaciones vegetales y distribuidas en grados altitudinales. 
Contiene una representación superior a las 300 especies, lo que suponen el 20 % del total de plantas superiores del parque natural. 
Entre otras :
- Plantas Culminicolas, plantas leñosas, generalmente espinosas y de porte almohadillado, que viven sobre terrenos áridos y pedregales, en general sobre el suelos muy degradados pobres.
- Plantas rupícolas ó de Rocalla, plantas que se encuentran en rocas y pedregales, al necesitar un sustrato con muy alto contenido en cal. Entre estas plantas están la mayoría de los endemismos de estas sierras tal como la violeta de Cazorla.
- Plantas de hoja caduca, aquí se encuentran los Robles caducifolios tal como {\displaystyle }Quercus faginea y Quercus pyrenaica, además de cornicabra, . .
- Zona de plantas ripícolas, las plantas que normalmente se desarrollan en los márgenes de los ríos, que tienen unos requerimientos altos de humedad y generalmente son caducifolias, tales como álamos, sauces, olmos, alisos, alméz, ... Las especies varían según la altitud del curso del río.
- Zona la garriga, son las plantas que corresponden a una etapa de degradación del bosque mediterráneo formada por un matorral abierto, de plantas leñosas de porte arbustivo y hojas estrechas, perennes, muy pilosas, adaptadas a soportar un periodo prolongado de sequía.
- Zona de tomillar, etapa más avanzada en el mismo proceso degradativo. Son formaciones leñosas de pequeño porte, muy abiertas y adaptadas a la sequía del verano. Gran parte del suelo está desprovisto de vegetación.
- Zona de atochares, es el grado máximo de degradación. Es una zona casi sin vegetación, dominada por espartos y albardines, y plantas gipsícolas adaptadas a soportar alta salinidad del suelo.
- Acuáticas, plantas de agua, flotantes y total o parcialmente sumergidas. Son especies que requieren contacto directo y permanente con el agua.
- Bosque de pino laricio, que ocupa las zonas inmediatamente inferiores al bosque caducifolio.[2]
- Sotobosque del Bosque Mediterráneo, formado por plantas arbustivas de hoja perenne. Al perder la cubierta protectora de la encina, que les proporciona sombra y humedad, han tenido que refugiarse en umbrías y barrancos entre los 800 y los 1.100 m de altitud.
- Plantas ornamentales, plantas introducidas en el parque natural, que se encuentran cultivadas en jardines y paseos. Algunas de fuerte poder de propagación, se han extendido por terraplenes y bordes de los caminos.
- Estepa, etapa máxima de la degradación del sotobosque mediterráneo, formada por espartos, albardines y otras plantas capaces de soportar cierta salinidad, como alcaparras y siemprevivas.[2]
- Bosque de ribera, con fresnos, sauces, mimbres, avellanos, emborrachacabras, saúcos y durillos. Discurren por el fondo de los valles.[2]
- Frutales, huertos y plantas ornamentales tienen también secciones dedicadas en el jardín botánico, con las especies más cultivadas en la zona.[2]
- Zona etnobotánica, dedicada a la relación entre las personas y las plantas a lo largo del tiempo, en las sierras representadas.[2]

## Actividades
El Jardín Botánico Torre del Vinagre viene realizando trabajos de conservación de plantas amenazadas desde el año 1985.
Actualmente está incluido en la red de Jardines Botánicos y Espacios Naturales de Andalucía, mostrando al mismo tiempo la Flora del sector biogeográfico de la Subbética. desarrollando actividades de preservación y de recuperación en esta franja biogeográfica.